# Весёлый (Кемеровская область)
Весёлый — посёлок в Новокузнецком районе Кемеровской области. Входит в состав Красулинского сельского поселения.

## География
Центральная часть населённого пункта расположена на высоте 212 метров над уровнем моря.

## Население
По данным Всероссийской переписи населения 2010 года, в посёлке Весёлый проживает 76 человек (31 мужчина, 45 женщин).